# اوته هاسه
اوته هاسه (آلمانی: Ute Hasse؛ زادهٔ ۱۶ سپتامبر ۱۹۶۳) شناگر اهل آلمان است.